# Gunung Cahaya
Gunung Cahaya is een bestuurslaag in het regentschap Nias Barat van de provincie Noord-Sumatra, Indonesië. Gunung Cahaya telt 780 inwoners (volkstelling 2010).